# 約旦博物館
約旦博物館是一座位於約旦安曼拉斯艾因區的博物館。該博物館建於2014年，當前則作為約旦最大的博物館，主要收藏了該國最重要的考古發現。它的兩個主要永久性展覽是死海古卷（包括銅卷）和擁有9000年歷史的安加扎勒雕像，它們是有史以來最古老的人類雕像之一。該博物館展示了來自約旦各個史前考古遺址的文物。
博物館的藏品則依照年代順序排列，並設有演講廳、戶外展覽、圖書館、保護中心和兒童活動空間。該博物館是由拉尼婭王后領導的委員會建立，成為約旦唯一一家採用現代文物保護技術的博物館。

## 沿革
約旦考古博物館於1951年在安曼城堡成立，該博物館在過去收藏著約旦最重要的考古發現。然而，由建築空間受限等因素，自2005年以來則提出開發全新現代博物館的想法。隨後，由拉尼婭王后領導的聯合委員會，負責按照國際標準開發新的現代博物館。約旦博物館後於2009年開工建設，並於2014年正式開館，佔地面積10000多平方公尺。博物館位於安曼市中心附近的拉斯艾因區，毗鄰大安曼市政府總部。博物館距離安曼的主要考古遺址只有一條街（步行20分鐘），例如羅馬劇院、睡蓮宮、安曼城堡和哈希姆廣場。

## 收藏

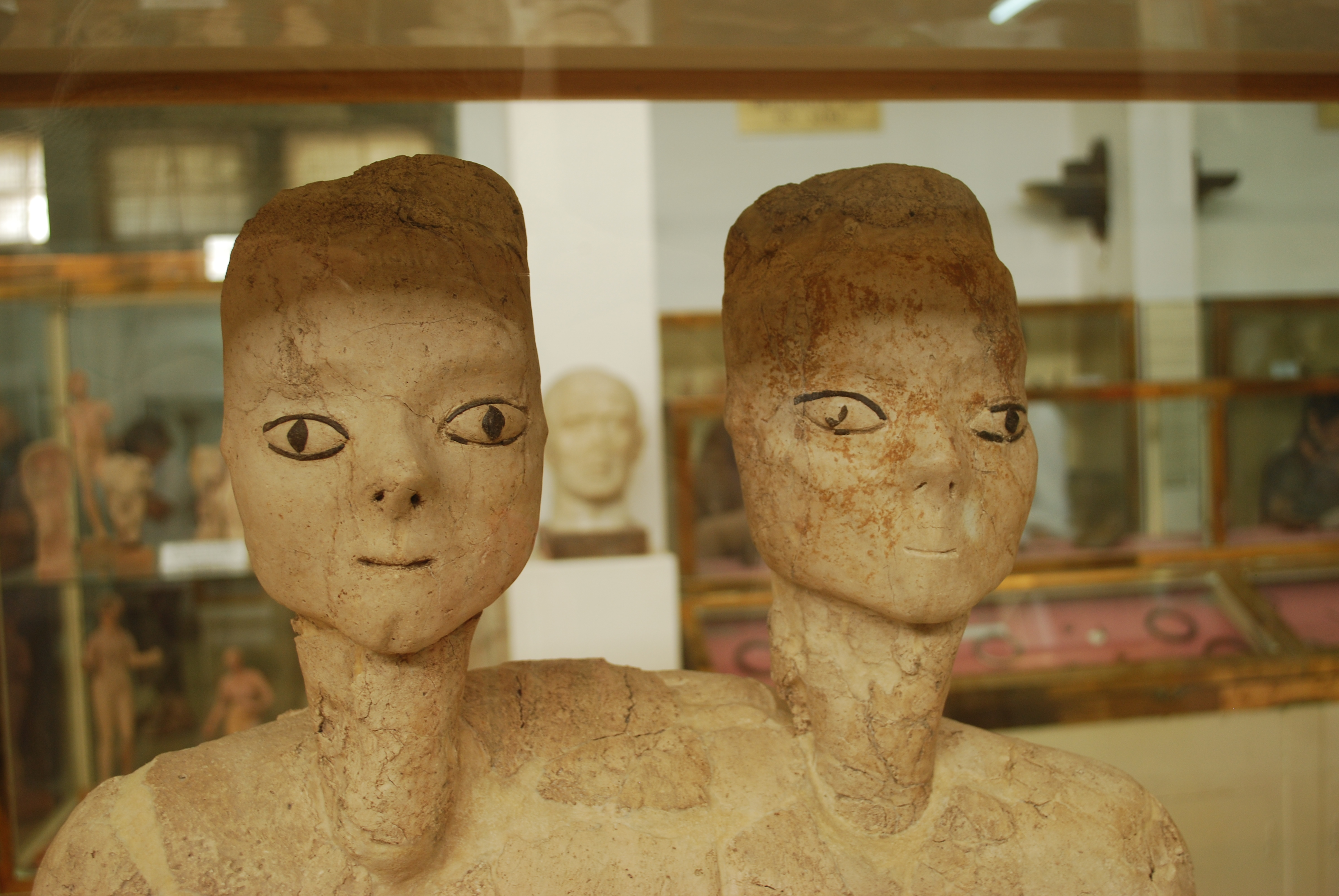
约旦博物馆的艾因加扎勒雕像。

博物館的藏品包括可追溯到150萬年前的動物骨骼、9000 年前的安加扎勒雕像、死海古卷的一部分（包括銅卷）和米沙石碑的複製品。
其他博物館的主要文物是帶有埃及象形文字銘文的巴魯亞石碑，以及希臘女神堤喀的大理石頭像。

## 圖片

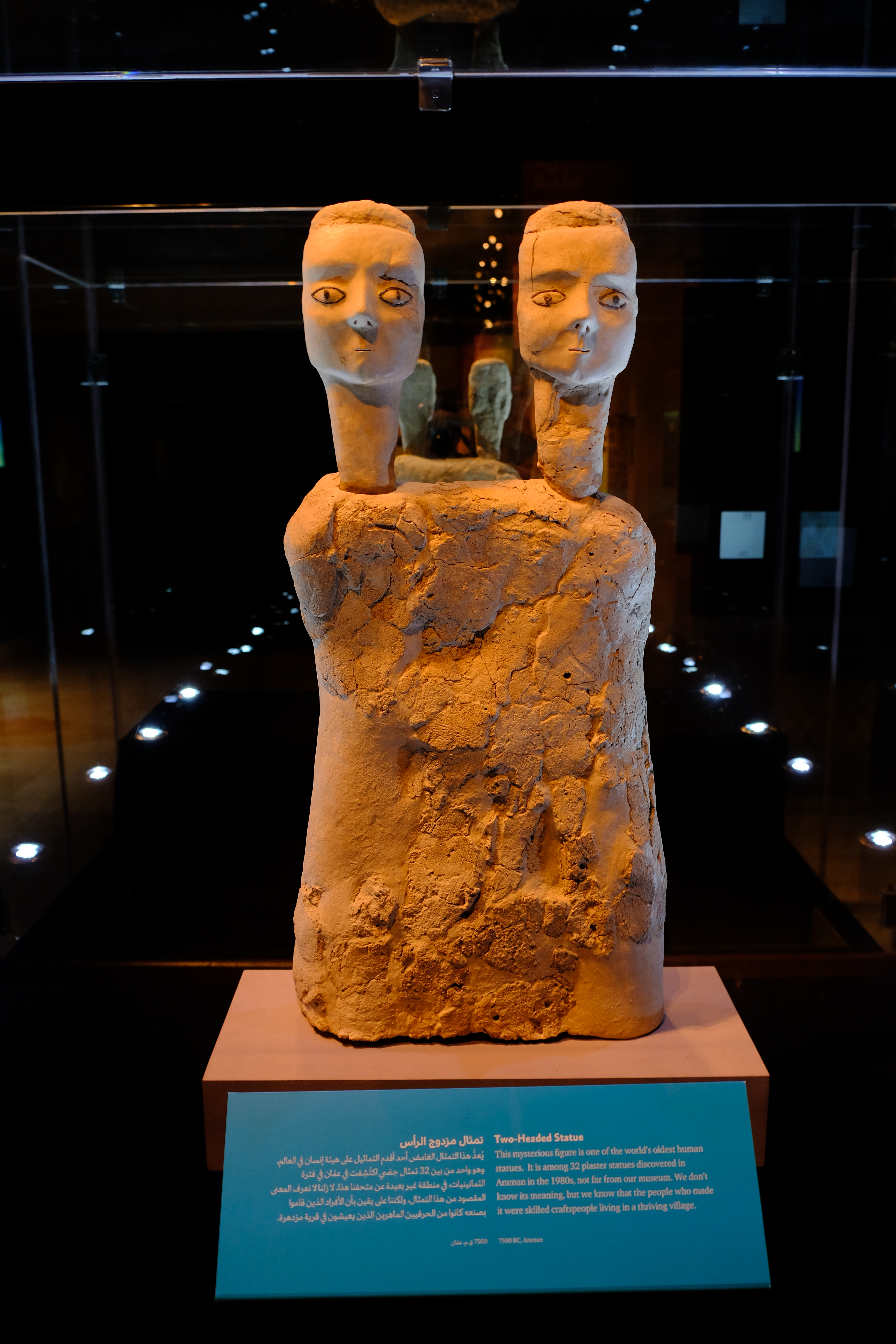
約旦博物館展出的安加扎勒雕像是有史以來最古老的人類雕像之一。
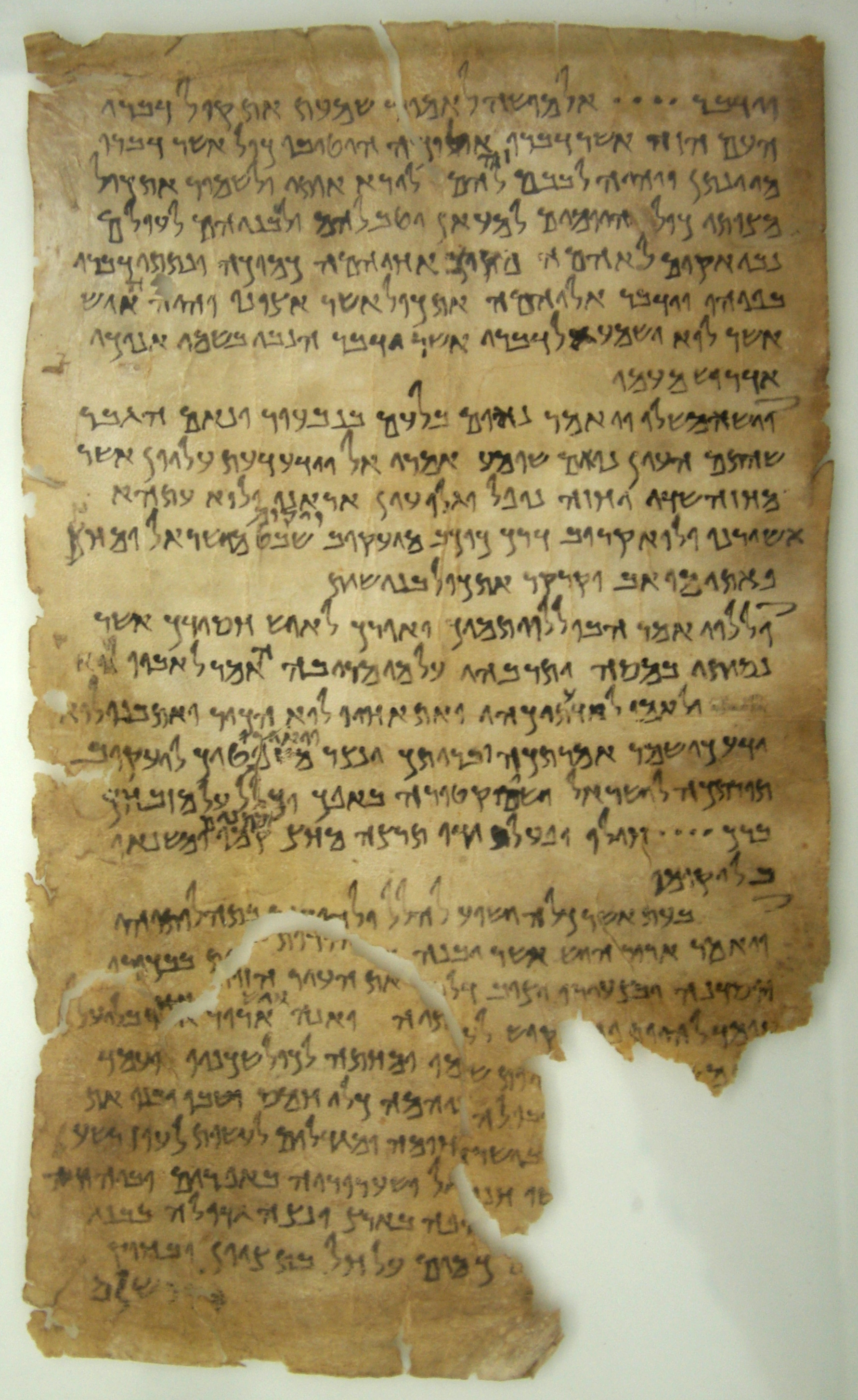
4Q175捲軸，死海古卷之一
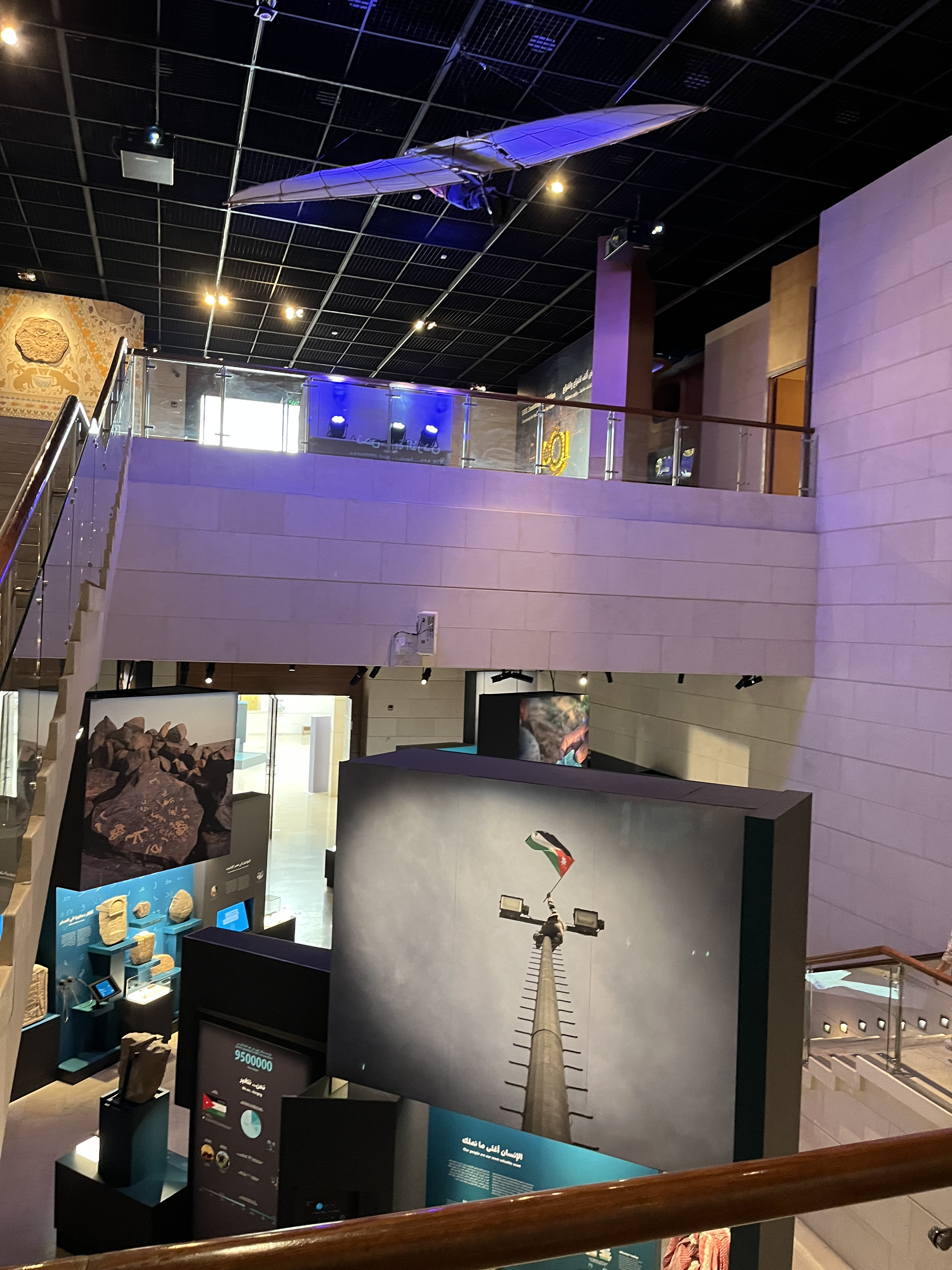
博物館內部
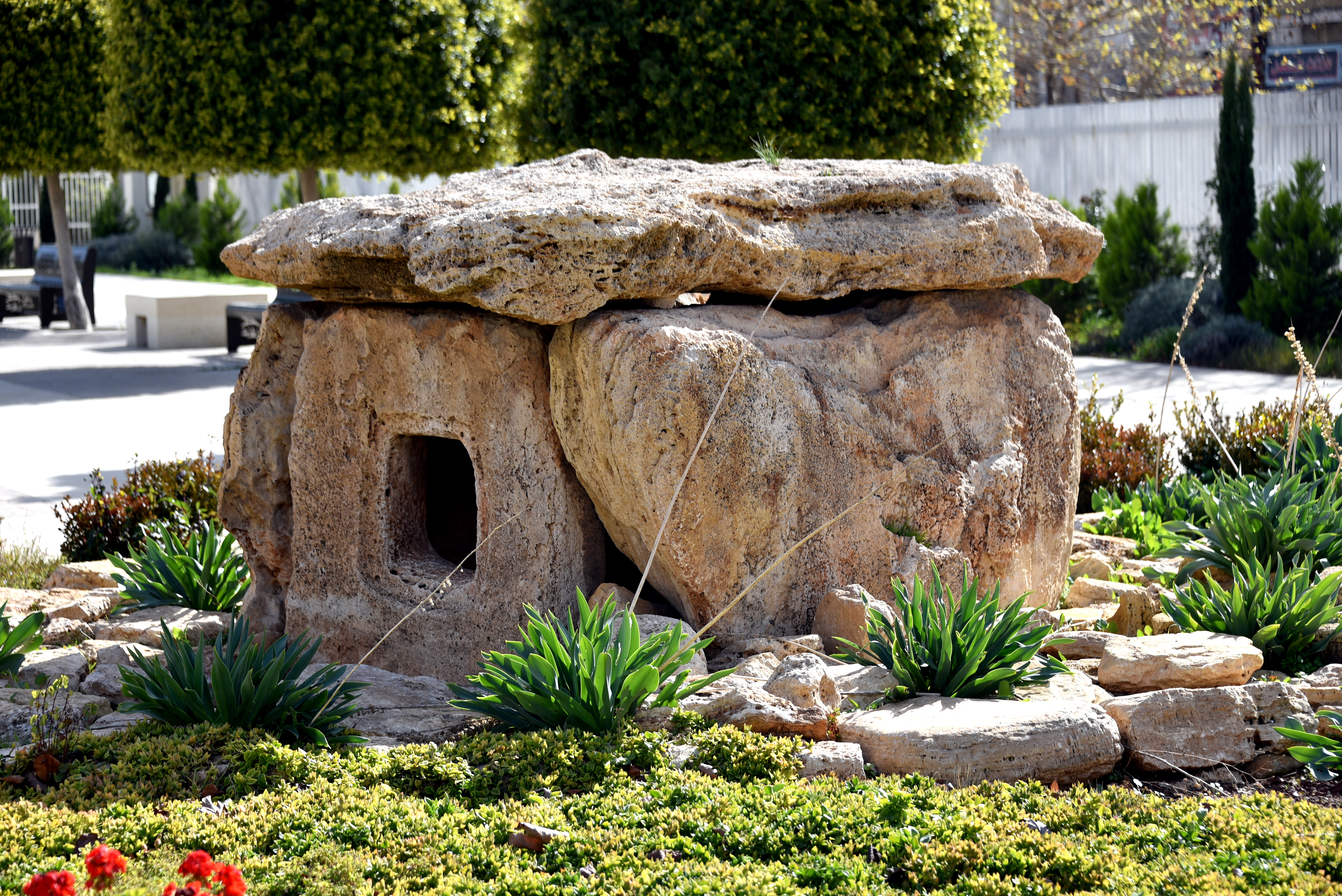
入口展示的支石墓
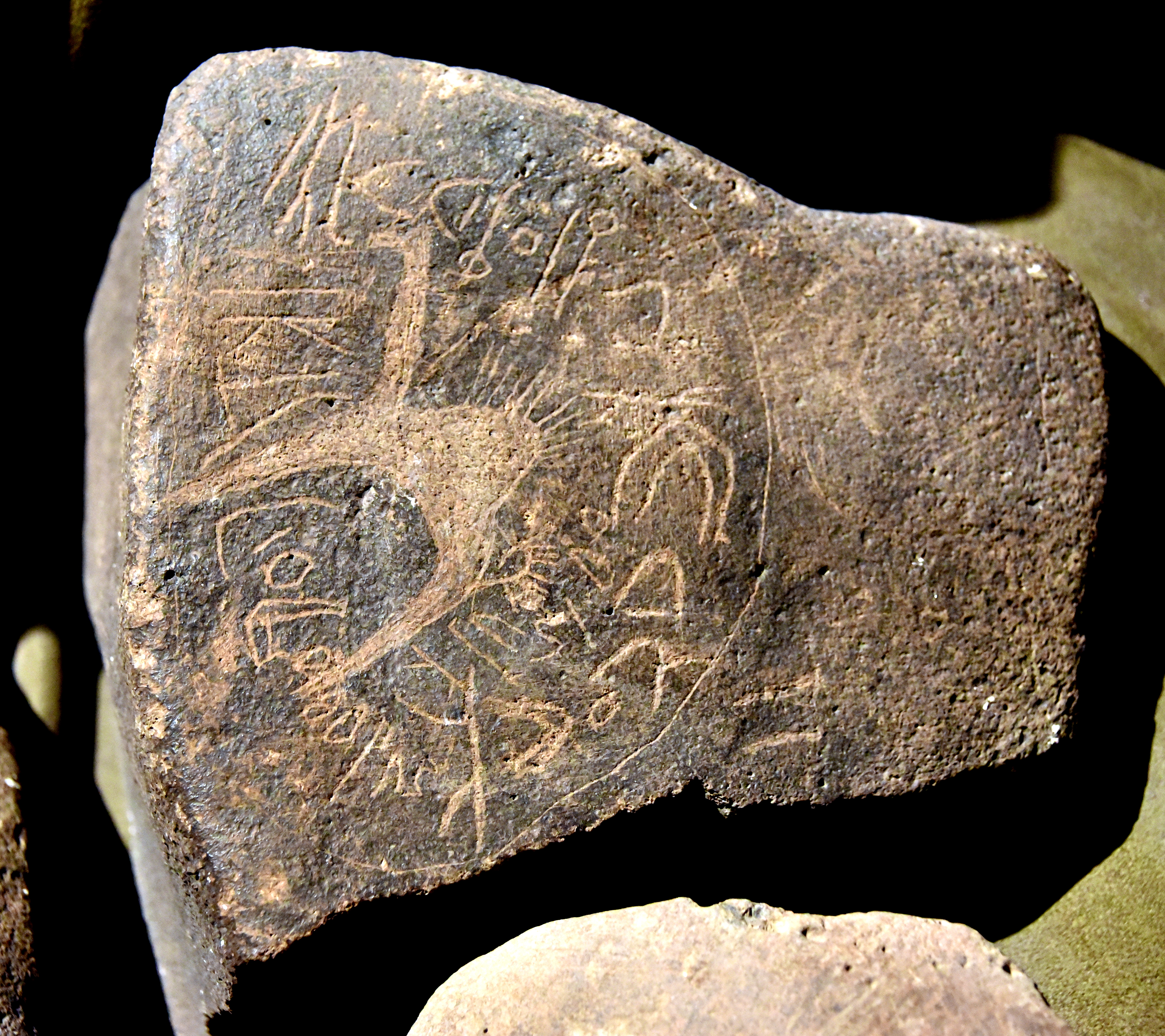
沙漠圖畫、駱駝和銘文。公元前1世紀至公元 4 世紀

## 外部連結
- 官方网站 （英語）
- Facebook page （页面存档备份，存于）